# Jennifer Juniper
Singles par Donovan (Royaume-Uni)
There Is a Mountain
(octobre 1967) Hurdy Gurdy Man
(mai 1968)
Singles par Donovan (États-Unis)
Wear Your Love Like Heaven
(décembre 1967) Hurdy Gurdy Man
(juin 1968)
Jennifer Juniper est une chanson de Donovan parue en single au début de l'année 1968, puis sur l'album The Hurdy Gurdy Man en octobre de la même année.
Donovan écrit cette chanson pour Jenny Boyd, la sœur de Pattie, dont il est tombé amoureux. Le dernier couplet est chanté en français.
La face B du single, Poor Cow, est une ancienne chanson de Donovan, intitulée à l'origine Poor Love, retravaillée pour la bande originale du film de Ken Loach Pas de larmes pour Joy (1967).
Le single se classe 5e au Royaume-Uni et 26e aux États-Unis.